# Vyšėjšaja Liha 2020
La Vyšėjšaja Liha 2020 è stata la trentesima edizione della massima divisione del campionato bielorusso di calcio. La stagione è iniziata il 19 marzo e si è conclusa il 28 novembre 2020. Il campionato è stato vinto dallo Šachcër Salihorsk per la seconda volta nella sua storia, quindici anni dopo il primo titolo.

## Stagione

### Novità
Dalla Vyšėjšaja Liha 2019 sono stati retrocessi in Peršaja Liha il Dnjapro Mahilëŭ, dopo aver perso lo spareggio promozione/retrocessione, il Homel' e la Tarpeda Minsk, che si era ritirata nel corso del campionato; mentre dalla Peršaja Liha sono stati promossi in Vyšėjšaja Liha il Belšyna, lo Smaljavičy e il Ruch Brėst, vincitore dello spareggio promozione/retrocessione.

### Formula
Le 16 squadre partecipanti si affrontano in un girone all'italiana con partite di andata e ritorno per un totale di 30 giornate. La squadra prima classificata è dichiarata campione di Bielorussia e viene ammessa alla UEFA Champions League 2021-2022 partendo dal primo turno di qualificazione. Le squadre classificate al secondo e terzo posto, assieme alla squadra vincitrice della coppa nazionale, vengono ammesse al secondo turno di qualificazione della UEFA Europa Conference League 2021-2022. Le ultime due classificate sono retrocesse in Peršaja Liha, mentre la terzultima affronta la terza classificata in Peršaja Liha in uno spareggio promozione/retrocessione.

## Squadre partecipanti
| Club                | Stagione | Città         | Stadio                    | Stagione precedente         |
| ------------------- | -------- | ------------- | ------------------------- | --------------------------- |
| BATĖ Borisov        | dettagli | Barysaŭ       | Barysaŭ-Arėna             | 2º posto in Vyšėjšaja Liha  |
| Belšyna             |          | Babrujsk      | Stadio Spartak            | 1º posto in Peršaja Liha    |
| Dinamo Brėst        |          | Brėst         | OSK Brestskiy             | 1º posto in Vyšėjšaja Liha  |
| Dinamo Minsk        |          | Minsk         | Stadio Dinamo             | 4º posto in Vyšėjšaja Liha  |
| Ėnerhetyk-BDU Minsk |          | Minsk         | Stadio BDU                | 12º posto in Vyšėjšaja Liha |
| Haradzeja           |          | Haradzeja     | Stadio Haradzeja          | 7º posto in Vyšėjšaja Liha  |
| Islač               |          | Raën di Minsk | Stadio FK Minsk           | 5º posto in Vyšėjšaja Liha  |
| Minsk               |          | Minsk         | Stadio FK Minsk           | 10º posto in Vyšėjšaja Liha |
| Nëman               |          | Hrodna        | Stadio Nëman              | 9º posto in Vyšėjšaja Liha  |
| Ruch Brėst          |          | Brėst         | Stadio Junatsva           | 3º posto in Peršaja Liha    |
| Šachcër Salihorsk   |          | Salihorsk     | Stadio Stroitel           | 3º posto in Vyšėjšaja Liha  |
| Slavija-Mazyr       |          | Mazyr         | Stadio Junatsva           | 8º posto in Vyšėjšaja Liha  |
| Sluck               |          | Sluck         | Stadio Haradzki           | 11º posto in Vyšėjšaja Liha |
| Smaljavičy          |          | Smaljavičy    | Stadio Haradzki (Barysaŭ) | 2º posto in Peršaja Liha    |
| Tarpeda-BelAZ       |          | Žodzina       | Stadio Torpedo            | 6º posto in Vyšėjšaja Liha  |
| Vicebsk             |          | Vicebsk       | Vitebsky CSK              | 13º posto in Vyšėjšaja Liha |

## Classifica finale
Fonte: sito ufficiale.
|  | Pos. | Squadra             | Pt | G  | V  | N  | P  | GF | GS | DR  |
|  | ---- | ------------------- | -- | -- | -- | -- | -- | -- | -- | --- |
|  | 1.   | Šachcër Salihorsk   | 59 | 30 | 17 | 8  | 5  | 57 | 21 | +36 |
|  | 2.   | BATĖ Borisov        | 58 | 30 | 17 | 7  | 6  | 65 | 32 | +33 |
|  | 3.   | Tarpeda-BelAZ       | 56 | 30 | 16 | 8  | 6  | 55 | 37 | +18 |
|  | 4.   | Dinamo Brėst        | 54 | 30 | 17 | 3  | 10 | 63 | 40 | +23 |
|  | 5.   | Nëman               | 53 | 30 | 16 | 5  | 9  | 41 | 29 | +12 |
|  | 6.   | Dinamo Minsk        | 52 | 30 | 16 | 4  | 10 | 38 | 25 | +13 |
|  | 7.   | Islač               | 45 | 30 | 13 | 6  | 11 | 47 | 46 | +1  |
|  | 8.   | Ruch Brėst          | 44 | 30 | 11 | 11 | 8  | 57 | 38 | +19 |
|  | 9.   | Slavija-Mazyr       | 39 | 30 | 10 | 9  | 11 | 41 | 49 | -8  |
|  | 10.  | Ėnerhetyk-BDU Minsk | 38 | 30 | 11 | 5  | 14 | 43 | 46 | -3  |
|  | 11.  | Minsk               | 38 | 30 | 11 | 5  | 14 | 45 | 57 | -12 |
|  | 12.  | Vicebsk             | 36 | 30 | 8  | 12 | 10 | 30 | 38 | -8  |
|  | 13.  | Haradzeja           | 31 | 30 | 8  | 7  | 15 | 30 | 48 | -18 |
|  | 14.  | Sluck               | 27 | 29 | 8  | 3  | 18 | 31 | 55 | -24 |
|  | 15.  | Belšyna             | 21 | 30 | 5  | 6  | 19 | 34 | 71 | -37 |
|  | 16.  | Smaljavičy          | 14 | 29 | 3  | 5  | 21 | 27 | 72 | -45 |

Legenda:
      Campione di Bielorussia e ammessa alla UEFA Champions League 2021-2022.
      Ammesse alla UEFA Europa Conference League 2021-2022.
 Ammessa allo spareggio promozione-retrocessione.
      Retrocessa in Peršaja Liha 2021.
Note:
Tre punti a vittoria, uno a pareggio, zero a sconfitta.
La classifica viene stilata secondo i seguenti criteri:
- Punti conquistati
- Punti conquistati negli scontri diretti
- Partite vinte negli scontri diretti
- Differenza reti negli scontri diretti
- Reti realizzate negli scontri diretti
- Differenza reti generale
- Partite vinte
- Reti totali realizzate
- Sorteggio

## Risultati
|                     | BAT  | Bel  | DiB  | DiM  | Ėne  | Har  | Isl  | Min  | Nem  | Ruc  | Šac  | Sla  | Slu  | Sma   | Tar  | Vic  |
| ------------------- | ---- | ---- | ---- | ---- | ---- | ---- | ---- | ---- | ---- | ---- | ---- | ---- | ---- | ----- | ---- | ---- |
| BATĖ Borisov        | –––– | 5-0  | 2-4  | 0-2  | 0-1  | 1-0  | 1-0  | 6-0  | 3-1  | 1-0  | 2-2  | 1-1  | 3-0  | 5-2   | 0-0  | 3-1  |
| Belšyna             | 0-2  | –––– | 0-3  | 0-4  | 1-5  | 0-1  | 2-3  | 1-3  | 0-1  | 3-7  | 1-5  | 2-3  | 4-2  | 1-1   | 2-1  | 1-1  |
| Dinamo Brest        | 1-3  | 1-2  | –––– | 2-1  | 2-1  | 3-1  | 3-1  | 6-1  | 3-1  | 5-2  | 0-2  | 1-2  | 3-1  | 1-1   | 2-3  | 1-0  |
| Dinamo Minsk        | 0-0  | 3-1  | 2-4  | –––– | 0-0  | 1-0  | 1-0  | 1-0  | 2-0  | 0-1  | 0-1  | 1-0  | 1-2  | 2-1   | 2-0  | 1-0  |
| Ėnerhetyk-BDU Minsk | 3-1  | 0-1  | 2-1  | 2-3  | –––– | 0-1  | 1-1  | 2-0  | 1-1  | 1-8  | 1-2  | 5-0  | 0-2  | 4-1   | 1-4  | 3-3  |
| Haradzeja           | 0-2  | 2-1  | 1-4  | 1-0  | 1-1  | –––– | 0-2  | 1-1  | 0-2  | 1-3  | 0-2  | 1-1  | 3-0  | 4-0   | 1-3  | 2-2  |
| Islač               | 2-2  | 2-1  | 2-0  | 2-1  | 1-2  | 2-2  | –––– | 3-4  | 1-0  | 1-1  | 4-2  | 2-1  | 2-3  | 1-0   | 2-2  | 2-0  |
| Minsk               | 0-3  | 2-2  | 1-2  | 3-2  | 2-1  | 3-0  | 0-1  | –––– | 4-3  | 0-1  | 1-1  | 2-1  | 1-0  | 2-1   | 2-5  | 2-2  |
| Nëman               | 0-2  | 1-1  | 1-0  | 1-0  | 3-0  | 0-1  | 1-0  | 2-0  | –––– | 2-4  | 0-0  | 1-2  | 1-0  | 2-0   | 3-1  | 2-0  |
| Ruch Brest          | 0-3  | 3-0  | 1-4  | 1-0  | 0-1  | 1-1  | 1-1  | 1-0  | 2-3  | –––– | 1-2  | 3-3  | 5-0  | 0-0   | 3-3  | 0-1  |
| Šachcër Salihorsk   | 1-1  | 4-0  | 1-0  | 0-1  | 1-0  | 4-1  | 4-0  | 4-2  | 0-0  | 1-1  | –––– | 2-0  | 1-2  | 4-0   | 0-1  | 5-0  |
| Slavija-Mazyr       | 2-1  | 1-1  | 1-1  | 0-1  | 2-1  | 1-1  | 2-4  | 1-3  | 1-3  | 0-0  | 1-0  | –––– | 3-1  | 2-1   | 0-0  | 1-1  |
| Sluck               | 1-3  | 3-2  | 0-1  | 1-2  | 1-2  | 0-1  | 2-1  | 2-1  | 0-1  | 1-1  | 0-2  | 3-1  | –––– | [ 3 ] | 1-1  | 1-1  |
| Smaljavičy          | 3-5  | 0-3  | 3-3  | 1-3  | 0-2  | 4-1  | 3-1  | 0-4  | 1-4  | 0-6  | 0-0  | 0-3  | 2-1  | ––––  | 1-4  | 0-1  |
| Tarpeda-BelAZ       | 3-2  | 1-0  | 0-2  | 0-0  | 2-0  | 3-1  | 2-0  | 1-1  | 0-1  | 0-0  | 1-4  | 4-2  | 4-1  | 2-1   | –––– | 1-0  |
| Vicebsk             | 2-2  | 1-1  | 1-0  | 1-1  | 1-0  | 1-0  | 2-3  | 1-0  | 0-0  | 0-0  | 0-0  | 2-3  | 2-0  | 1-0   | 2-3  | –––– |

## Spareggio Promozione-Retrocessione
Allo spareggio salvezza viene ammessa la quattordicesima classificata in Vyšėjšaja Liha, lo Sluck, e la terza classificata in Peršaja Liha, il Krumkačy Minsk.
|                | Risultati |                | Luogo e data            |
| -------------- | --------- | -------------- | ----------------------- |
| Krumkačy Minsk | 0 - 2     | Sluck          | Minsk, 15 dicembre 2020 |
| Sluck          | 2 - 1     | Krumkačy Minsk | Minsk, 19 dicembre 2020 |
|                |           |                |                         |

## Statistiche

### Classifica marcatori
| Gol |  |  | Giocatore            | Squadra                                       |
| --- |  |  | -------------------- | --------------------------------------------- |
| 19  |  |  | Maksim Skavyš        | BATĖ Borisov                                  |
| 16  |  |  | Jasurbek Yaxshiboyev | Ėnerhetyk-BDU Minsk (9) Šachcër Salihorsk (7) |
| 12  |  |  | Gegham Kadimyan      | Nëman                                         |
| 12  |  |  | Pavel Njachajčyk     | BATĖ Borisov                                  |
| 11  |  |  | Dzjanis Lapceŭ       | Dinamo Brest                                  |
| 11  |  |  | Gabriel Ramos        | Tarpeda-BelAZ                                 |
| 11  |  |  | Jaŭhen Šykaŭka       | Dinamo Minsk                                  |
| 10  |  |  | Michail Hardzjajčuk  | Dinamo Brest                                  |
| 10  |  |  | Zoran Marušić        | Nëman                                         |
| 10  |  |  | Pavel Savicki        | Dinamo Brest                                  |
| 9   |  |  | Mikalaj Januš        | Islač                                         |
| 9   |  |  | Vital' Lisakovič     | Šachcër Salihorsk                             |
| 9   |  |  | Aljaksandr Makas'    | Islač                                         |
| 9   |  |  | Ion Nicolăescu       | Vicebsk                                       |
| 9   |  |  | Vsevalad Sadoŭcki    | Ruch Brėst                                    |
| 9   |  |  | Oleksandr Vasil'jev  | Minsk                                         |